# PDF/A
O PDF/A é um formato de ficheiro para arquivamento de longo prazo de documentos eletrónicos. Baseia-se na versão 1.4 do PDF de referência da Adobe Systems Inc. (implementado no Adobe Acrobat 5 e versões posteriores) e é definido pela norma ISO 19005-1:2005. Uma nova versão do PDF/A com base no PDF 1.7 - ISO 32000-1 - está atualmente em desenvolvimento (ISO/DIS 19005-2).
O PDF/A é, na verdade, um subconjunto de PDF obtido excluindo as características supérfluas para arquivamento de longo prazo, de forma semelhante à definição do subconjunto PDF/X para impressão e artes gráficas. Além disso, a norma impõe uma série de requisitos aos programas para a visualização de ficheiros PDF/A. Um programa de visualização que atenda aos requisitos deve seguir certas regras, incluindo a conformidade com as normas para o gerenciamento de cores, o uso de fontes incorporadas para visualização, ou a possibilidade de fazer anotações pelo utilizador.

## Descrição
Este padrão não define uma estratégia para o armazenamento nem pretende alcançar as metas de um sistema de armazenamento. O que identifica um "perfil" de documentos eletrónicos que assegure que poderão ser reproduzidos com precisão no futuro. Um elemento fundamental para alcançar este objetivo é a exigência de que documentos PDF/A devam ser 100% autocontidos. Todas as informações necessárias para mostrar o documento de forma consistente devem estar presentes no ficheiro. Isso inclui, entre outras coisas, o conteúdo propriamente dito (texto, imagens e gráficos vetoriais), as fontes utilizadas e as informações de cor. Não é permitido que um documento PDF/A dependa de fontes externas (por exemplo, programas de tipografia e hiperlinks).
Outros elementos-chave de compatibilidade PDF/A incluem:
- Não é permitido utilizar áudio e vídeo.
- Não é permitido utilizar JavaScript ou executar arquivos.
- Todas as fontes devem estar integradas e não devem ter quaisquer restrições que possam causar problemas legais no futuro. Isto também se aplica a fontes PostScript padrão, como Times ou Helvetica. Espaços de cor especificados independentemente do dispositivo.
- Não é permitido o uso de criptografia.
- É obrigatório o uso de metadados baseados em padrões.

## Nível de conformidade e versões
A norma ISO 19005 especifica diferentes níveis de conformidade e versões para os ficheiros PDF/A.

#### PDF/A-1
A Parte 1 da norma foi publicada pela primeira vez em 28 de setembro de 2005 e especifica dois níveis de conformidade para os ficheiros PDF:
- PDF/A-1b – Nível B (Básico): garante apenas a reprodução fiável da aparência visual do documento.
- PDF/A-1a – Nível A (Acessível): inclui todos os requisitos do nível B, e adicionalmente exige:
  - Especificação do idioma;
  - Estrutura hierárquica do documento;
  - Texto marcado e texto descritivo para imagens e símbolos;
  - Mapeamento de caracteres para Unicode.

O objetivo do nível A é aumentar a acessibilidade digital dos documentos, permitindo que softwares assistivos, como leitores de ecrã, possam interpretar com mais precisão o conteúdo do ficheiro. No entanto, algumas limitações deste nível levaram ao desenvolvimento posterior do padrão PDF/UA, que substitui várias diretrizes gerais do PDF/A por especificações técnicas mais detalhadas.

#### PDF/A-2
A Parte 2 da norma foi publicada em 20 de junho de 2011 e aborda novas funcionalidades introduzidas nas versões 1.5, 1.6 e 1.7 da Referência PDF (baseada agora no PDF 1.7 – ISO 32000-1, e não mais no PDF 1.4 como o PDF/A-1). Entre os novos recursos, destacam-se:
- Compressão de imagens em JPEG 2000;
- Suporte a transparências e camadas;
- Incorporação de fontes OpenType;
- Assinaturas digitais em conformidade com o padrão PAdES (PDF Advanced Electronic Signatures);
- Possibilidade de incorporar ficheiros PDF/A dentro de outros ficheiros PDF/A, facilitando a preservação de conjuntos de documentos.[11]

A Parte 2 define três níveis de conformidade:
- PDF/A-2a – Nível A (Acessível);
- PDF/A-2b – Nível B (Básico);
- PDF/A-2u – Nível B com a exigência adicional de mapeamento Unicode para todo o texto.

PDF/A-2 é compatível com os documentos PDF/A-1 válidos, mas o inverso nem sempre é verdadeiro — um documento criado com PDF/A-2 pode não ser compatível com PDF/A-1.

#### PDF/A-3
A Parte 3 da norma, publicada em 15 de outubro de 2012, difere da Parte 2 principalmente por permitir a incorporação de ficheiros em formatos arbitrários (como XML, CSV, CAD, documentos de texto, folhas de cálculo, entre outros) dentro de documentos conformes ao PDF/A.

#### PDF/A-4
A Parte 4 da norma, baseada no PDF 2.0, foi publicada no final de 2020. Introduz dois novos níveis de conformidade adicionais:
- PDF/A-4f – Permite a incorporação de ficheiros em formatos arbitrários;
- PDF/A-4e – Nível de conformidade para engenharia, estende o PDF/A-4f com suporte adicional para conteúdo 3D, RichMedia e JavaScript.

O PDF/A-4e substitui o padrão PDF/E como formato de arquivamento para documentos técnicos baseados em engenharia, usando o PDF 2.0.